# Eurovoyager (schip, 1978)
De Eurovoyager was een roroveerboot die voer op trajecten tussen Almería in Spanje en havens in Noord-Marokko en eerder tevens op de route Oostende (België) en Ramsgate in Engeland. Het schip werd oorspronkelijk te water gelaten als Prins Albert.

## Geschiedenis
In 1978 werd het schip gebouwd op de werf van Cockerill Yards met bouwnummer 887. Opdrachtgever was de Belgische staatsrederij Regie voor Maritiem Transport België.

### RMT
Het 118,4 meter lange schip was oorspronkelijk 19,9 meter breed en had een diepgang van 4,52 meter. De capaciteit was oorspronkelijk 250 auto's en het had een waterverplaatsing van 6.019 ton.
Het schip, de Prins Albert, was vernoemd naar een lid van de Belgische koninklijke familie.

### Sally Line

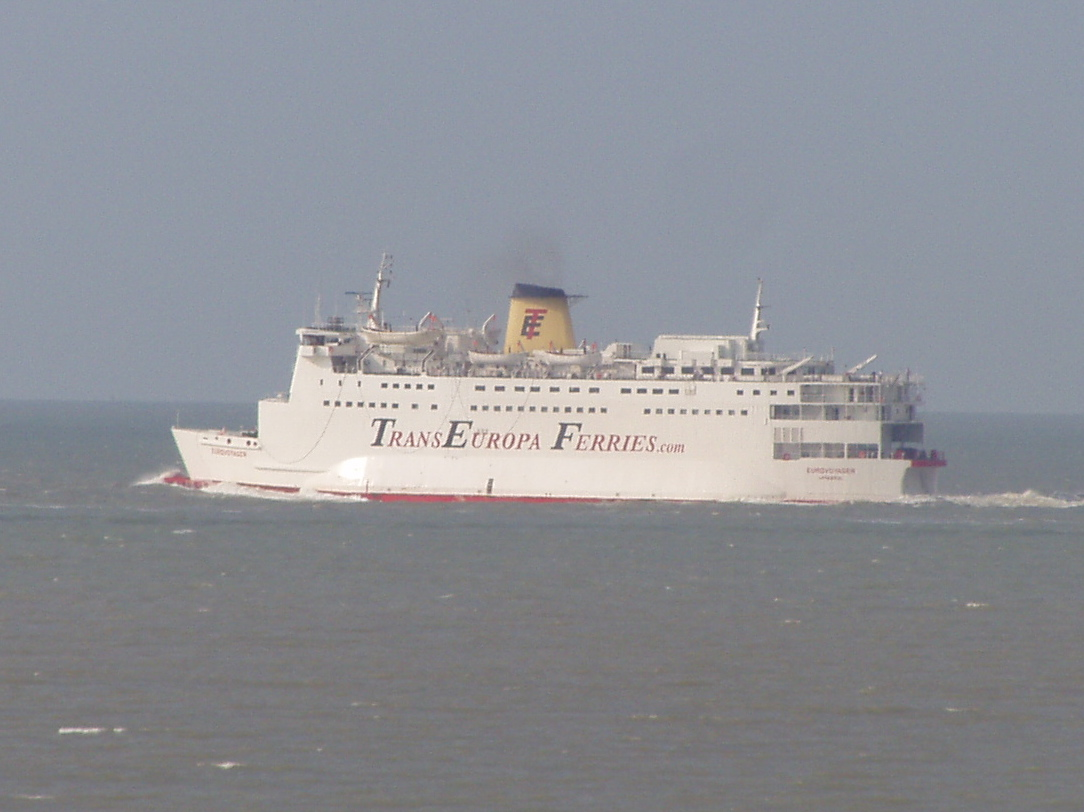
De Eurovoyager vertrekt vanuit Oostende

Rond 1995 ging het schip varen voor Sally Line en na een verbreding herdoopt als Eurovoyager. De ferry bleef op de Noordzee-diensten varen tussen Oostende en Ramsgate.
De verbouwing besloeg een verbreding van het schip. Hierdoor kreeg het de bijzondere vorm met een verbrede bulb boven de waterlijn. De oorspronkelijke breedte van 19,9 meter werd met 3,4 meter vergroot tot 23,32 meter. De diepgang nam met een halve meter toe tot 5,05 meter en de waterverplaatsing nam 730 ton toe tot 6.753 ton.
De verbouwing zorgde voor een toename van de capaciteit van het autodek. Waar oorspronkelijk ruimte was voor 250 auto's biedt het schip nu ruimte voor 354 voertuigen.

### TransEuropa Ferries
Later is Sally Line overgegaan in Transeuropa Ferries (TEF). De Eurovoyager en de zusterschepen Primrose en Aqaba Express (voorheen Prinses Maria-Esmeralda) bleven het grootste deel van de tijd varen op de lijn Oostende-Ramsgate, maar werden soms ook kortstondig gecharterd door Comarit om in het hoogseizoen te varen op lijndiensten tussen Spanje en Marokko.

### Comariten Comanav
In 2010 voer de Eurovoyager op het traject Almeria - Al Hoceima en in 2011 voer het tussen Algecerias en Tanger Med. In de lente van 2012 ging het via Messina naar Heraklion waar het werd omgedoopt tot Voyager om onder Togolese vlag zijn laatste reis te maken naar de slopers in het Turkse Aliaga.

## Zusterschepen

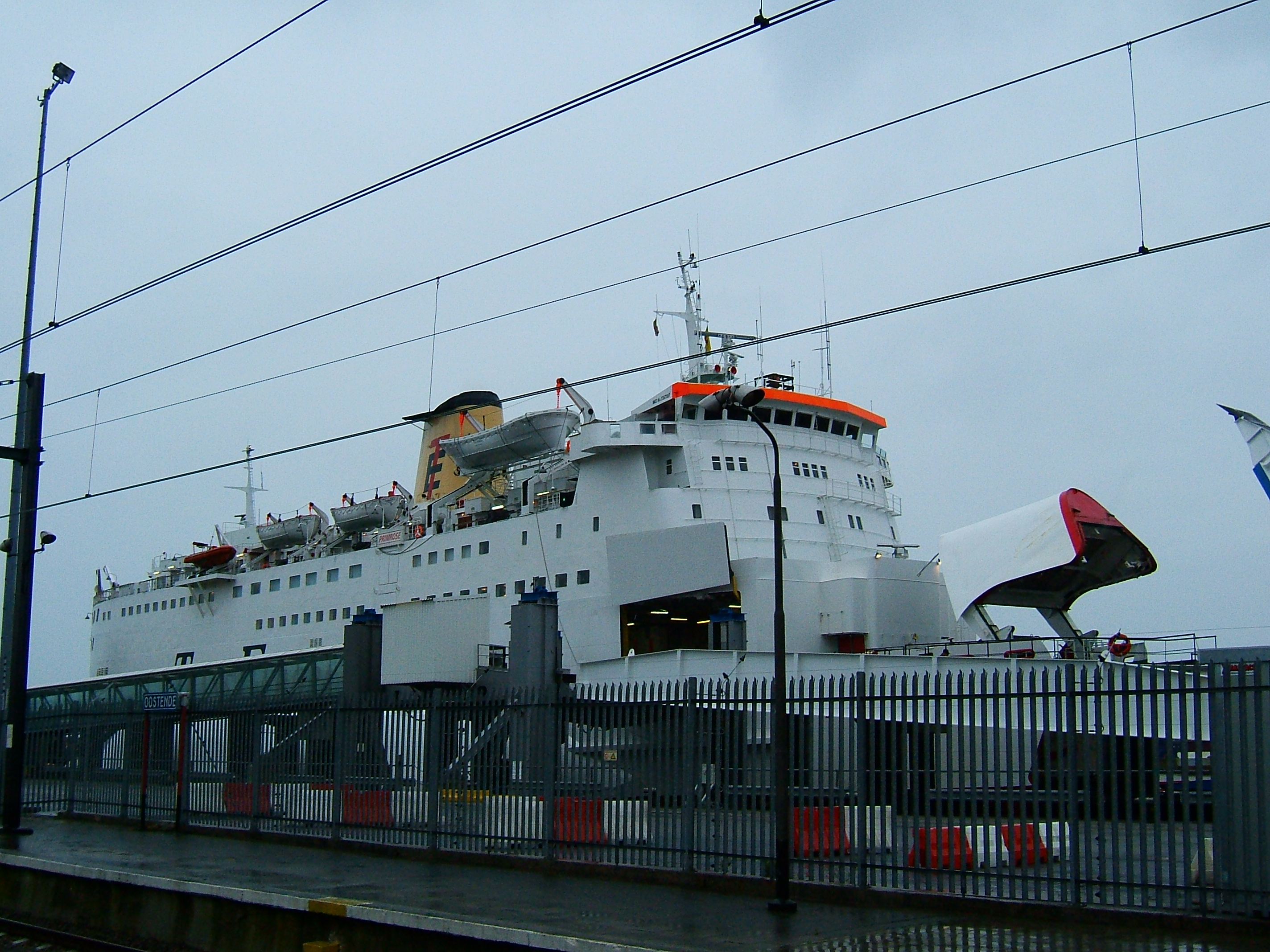
De Primrose in TEF-kleuren in Oostende

De oorspronkelijke Prins Albert had twee zusterschepen: 
- De Prinses Maria Esmaralda is diverse keren herdoopt: het heeft gevaren als Wisteria (voor TEF), Beni Ansar (2000-2007), Wisteria, Bei en ten slotte Aqaba Express en Al Arabia in 2007 toen het voor sloop verkocht werd naar India.[3]

- De Prinses Marie Christine is in 1998 herdoopt naar Primrose. De Primrose voer in 2010 voor TEF, maar was in 2009 ook verhuurd aan Comarit voor de lijn Almería-Noord-Marokko. De Primrose werd in 2010 verkocht aan Blu Navy en werd onder de naam Elegant I[2] in 2011 gesloopt in India[4]